# Жак-Пиер Брисо
Жак-Пиер Брисо (на френски: Jacques-Pierre Brissot de Warville, в някои източници Жан-Пиер (14 януари 1754, Шартър – 31 октомври 1793), наречен Варвилски, е жирондист, виден деец на Френската революция.

## Биография
Роден е в семейството на съдържател на странноприемница, получава добро образование и постъпва при същия адвокат в Париж, при който е бил и Робеспиер. Скоро обаче сменя попрището си с журналистическо. Първите му произведения, Théorie des lois criminelles (1781) и Bibliothèque philosophique du législateur (1782), са философски и са повлияни от етическите принципи на учението на Русо. Брисо става известен като способен и плодовит писател и получава поръчки да пише за редица вестници: Mercure, Courrier de l'Europe и др. Писанията му носят опозиционен характер и му докарват преследвания от страна на властите, така че той е принуден да избяга в Лондон. Там започва да издава Journal du Lycée de Londres, в който пропагандира отмяна на робството и робската търговия. След завръщането му от Англия през 1784 г. е затворен в Бастилията с обвинение за дейност против държавата, но след 4 месеца е освободен и отново заминава за Лондон. Там се запознава с видни аболиционисти и по-късно в Париж основава Общество на приятелите на чернокожите (Société des Amis des Noirs), чийто президент е от 1790 до 1791 г. Като негов представител посещава САЩ през 1788, и през 1791 публикува описание на пребиваването си там „Nouveau Voyage dans les États-Unis de l’Amerique Septentrionale“ (3 тома).
Страстен привърженик на Френската революция, той бързо става известен с издавания от него вестник Patriote français (1789 – 1793), и тъй като е добре информиран и начетен, започва да играе водеща роля в нея. Произнася речи в Якобинския клуб и е избран отначало за член на Парижката комуна, а след това и на Законодателното събрание и на Конвента. В Законодателното събрание оглавява група от якобинците-жирондисти, която започва да се нарича „брисотинци“, енергично подкрепящи републиканизма и искащи отмяна на монархията. Те проповядват война срещи всяка „тирания с корона“ и за превръщане на цяла Европа в република. Самият Брисо участва във формирането на външната политика на Франция като член на дипломатическата комисия и обявяването на война на Австрия на 20 април 1792 и на Англия на 1 юли 1793 са до голяма степен негова заслуга. Той придава на военните действия характер на революционна пропаганда.
Освен по въпроса за войната Брисо се разминава с якобинците и по редица други въпроси, а след септемврийските кланета от 1792 г. този разрив става окончателен. В процеса срещу краля Брисо гласува за смъртна присъда, но след допитване до народа. Съвсем скоро той и привържениците му са обвинени от монтанярите в монархически симпатии и заедно с други депутати жирондисти той е арестуван на 2 юни 1793 г. по време на въстанието в Париж. Макар че успява да избяга, бързо е арестуван. В предчувствие на съдбата си пише мемоарите си „Legs а mes enfants“, издадени много по-късно от сина му. Поведението му на съдебния процес е спокойно и достойно. На 31 октомври 1793 г. е гилотиниран заедно с други жирондинци и е погребан на гробището Мадлен.

## Основни произведения
- Recherches philosophiques sur le droit de propriété considéré dans la nature, pour servir de premier chapitre à la „Théorie des lois“ de M. Linguet, Paris, 1780, 128 p., in-8°.
- Bibliothèque philosophique du Législateur, du Politique et du Jurisconsulte, Berlin et Paris, 1782 – 1786, 10 vol. in-8°.
- Moyens d’adoucir la rigueur des lois pénales en France sans nuire à la sécurité publique, Discours couronné par l’Académie de Châlons-sur-Marne en 1780; Châlons, 1781, in-8°.
- Théorie des lois criminelles, Paris, 1781, 2 vol. in-8°.
- De la Vérité des Méditations sur les moyens de parvenir à la vérité dans toutes les connaissances humaines, Neufchâtel et Paris, 1782, in-8°.
- Discours sur la nécessité de maintenir le décret rendu le 13 mai 1791, en faveur des hommes de couleur libres, prononcé le 12 septembre 1791, à la séance de la Société des Amis de la Constitution, séante aux jacobins
- Discours sur la nécessité politique de révoquer le décret du 24 septembre 1791, pour mettre fin aux troubles de Saint Domingue [prononcé à l'Assemblée nationale, le 2 mars 1792. Par J.P. Brissot, député du département de Paris], Paris: De l'Imprimerie du patriote françois, 1792.
- Correspondance universelle sur ce qui intéresse le bonheur de l’homme et de la société, Londres et Neufchâtel, 1783, 2 vol. in-8°.
- Journal du Lycée de Londres, ou Tableau des sciences et des arts en Angleterre, Londres et Paris, 1784.
- Tableau de la situation actuelle des Anglais dans les Indes orientales, et Tableau de l’Inde en général, Londres et Paris, 1784, in-8°.
- l’Autorité législative de Rome anéantie, Paris, 1785, in-8°, réimprimé sous le titre: Rome jugée, l’autorité du pape anéantie, pour servir de réponse aux bulles passées, nouvelles et futures du pape, Paris, 1731.
- Examen critique des voyages dans l'Amérique septentrionale, de M. le marquis de Chatellux, ou Lettre à M. le marquis de Chatellux, dans laquelle on réfute principalement ses opinions sur les quakers, sur les nègres, sur le peuple et sur l'homme, par J.-P. Brissot de Warville, Londres, 1786, in-8°.
- Discours sur la Rareté du numéraire, et sur les moyens d’y remédier, 1790, in-8°.
- Mémoire sur les Noirs de l’Amérique septentrionale, 1790, in-8°.
- Voyage aux États-Unis, 1791.